# Скат алеутский
Скат алеутский (лат. Bathyraja aleutica) — вид хрящевых рыб рода глубоководных скатов семейства Arhynchobatidae отряда скатообразных. Обитают в северной части Тихого океана. Встречаются на глубине до 1602 м. Их крупные, уплощённые грудные плавники образуют округлый диск с треугольным рылом. Максимальная зарегистрированная длина 161 см. Откладывают яйца. Представляют незначительный интерес для коммерческого промысла. 

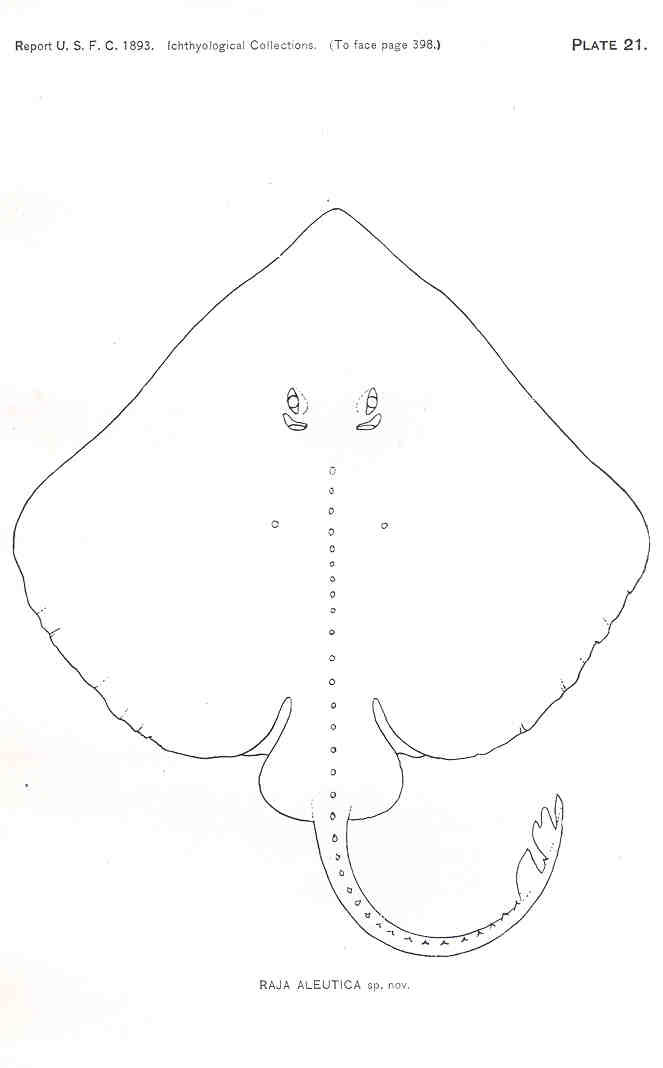
Иллюстрация, сопровождавшая первое научное описание нового вида (1896)

## Таксономия
Впервые вид был научно описан в 1896 году как Raja aleutica. Видовой эпитет происходит по географическому месту поимки особи, назначенной голотипом. Голотип представляет собой неполовозрелого самца длиной 82 см, пойманного у берегов  Алеутских островов на глубине 148 м.

## Ареал
Эти скаты обитают в северной части Тихого океана в водах Канады (Британская Колумбия), Японии (Хонсю), России (западная и северная часть Охотского моря, Камчатка, Курильские острова, Магадан, Сахалин) и США (Аляска, Алеутские острова, Калифорния). У Командорских островов отсутствуют. Встречаются на континентальном шельфе и в верхней части материкового склона на глубине от 16 до 1602 м, преимущественно между 300 и 500, по другим данным 150—950 м. Крупные особи предпочитают держаться на меньшей глубине, поскольку наблюдается обратная корреляция между глубиной, на которой  попадаются пятнистые скаты, и их средней массой.

## Описание
Широкие и плоские грудные плавники этих скатов образуют ромбический диск с широким треугольным рылом и закруглёнными краями.  На вентральной стороне диска расположены 5 жаберных щелей, ноздри и рот. На хвосте имеются латеральные складки. У этих скатов 2 редуцированных спинных плавника и редуцированный хвостовой плавник. Длина хвоста равна или превышает длину диска. Длина рыла составляет 1/2 или более длины от кончика рыла до пятой жаберной щели. Расстояние между глаз примерно в 4 раза меньше длины рыла. Хвост полностью покрыт шипами. Имеются крупные лопаточные шипы. Вдоль диска и хвоста пролегает непрерывный срединный ряд шипов. Область перед ртом на вентральной поверхности диска покрыта мелкими шипиками.
Дорсальная поверхность диска ровного тёмно-серого или тёмно- коричневого цвета, иногда с неявными тёмными отметинами. Вентральная сторона диска окрашена в белый цвет, края сероватые, иногда наблюдаются тёмные пятна с резко очерченными краями.
Длина и масса тела имеют высокую корреляцию. Максимальная зарегистрированная длина 161 см, а вес 23,1 кг. В траловых уловах обычно попадаются особи с длиной тела в среднем 75—91 см и массой 4,6—5,4 кг. Средняя масса тела 4,43 кг.    

## Биология
Эмбрионы питаются исключительно желтком. Диаметр зрелых неоплодотворённых яйцеклеток достигает 55 мм. Эти скаты откладывают яйца, заключённые в роговую капсулу с твёрдыми «рожками» на концах.  Поверхность капсулы покрыта мелкими шипиками. Длина капсулы составляет около 12—13,6 см (не учитывая концевые отростки), а ширина 7,3—9,7 см. Длина новорождённых около 12—15 см. Алеутские скаты размножаются, вероятно, круглый год, преимущественно в летне-осенний период. Продолжительность жизни самцов и самок оценивается в 16 и 17 лет соответственно (Берингово море) и 18 и 19 лет (Аляска). Самцы и самки достигают половой зрелости при длине 108—116 см и 112—133 см в возрасте 8—9 лет  и 9—10 лет. Средняя длина половозрелых самцов и самок 113 см и 125 см соответственно. Численность помёта колеблется в зависимости от места обитания: в Беринговом море самки откладывают от 7 до 60 яиц, а в заливе Аляска от 3 до 36. В Беринговом море глубина нереста составляет примерно 250—500 м. Среди молодняка численность самок незначительно выше, чем самцов, а с ростом рыб соотношение полов выравнивается.
Эти скаты — бентоихтиофаги, их рацион в основном состоит ракообразных и в меньшей степени из рыб.  Взрослые особи охотятся на крабов-стригунов, раков-отшельников и креветок, командорских кальмаров и осьминогов, а также на крупных рыб (лосось, минтай, ликоды, северный однопёрый терпуг, морской слизень). Они способны питаться отходами с рыбоперерабатывающих судов. Преследуя свою жертву, эти скаты способны подниматься в толщу воды и при необходимости довольно быстро плавать. Поскольку рот у скатов расположен на вентральной поверхности тела, охотясь за рыбами или кальмарами, они сначала наплывают на свою жертву, затем прижимают её ко дну и заглатывают. Масса суточного пищевого рациона мелких особей длиной до 50 см составляет 3,2—4,1 % от массы тела, а у крупных 1,5—0,9 %.
На алеутских скатах паразитируют цестоды Grillotia borealis.

## Взаимодействие с человеком
Эти скаты не являются объектом целевого лова. В настоящее время отечественная рыбная промышленность практически не использует скатов, тогда как в Японии и в странах Юго-Восточной Азии они служат объектами специализированного промысла. Печень, масса которой составляет до  8,8—9,6 % от массы тела алеутских скатов, годится для получения жира, который менее богат витаминами по сравнению с жиром акульей печени. Численность глубоководных скатов в прикамчатских водах достаточно велика. Наиболее эффективным орудием их промысла считаются донные яруса. Алеутский скат — единственный вид среди скатообразных, обитающих в прикамчатских водах, который относится к категории «массовых», поскольку его частота встречаемости в уловах повсеместно превышает 50 %. Согласно данным учётных траловых съёмок в прикамчатских водах (1990—2000), биомасса скатов рода Bathyraja  составляет суммарно 118—120 тыс. тонн.  При коэффициенте изъятия в 20 % величина их потенциального вылова оценивается в 20 тыс. тонн. Несмотря на то, что скаты постоянно попадаются в качестве прилова при ярусном, траловом и снюрреводном промысле трески, палтусов и других донных рыб, их ресурсы у берегов Камчатки сегодня используются не полностью. Международный союз охраны природы присвоил этому виду охранный статус «Вызывающий наименьшие опасения».